# Usbeca cornuta
Usbeca cornuta är en fjärilsart som beskrevs av Rudolf Püngeler 1914. Usbeca cornuta ingår i släktet Usbeca och familjen nattflyn. Inga underarter finns listade i Catalogue of Life.